# Každý s každým
Každý s každým je běžně užívaným herním systémem turnajů v mnoha hrách a sportech, například fotbalu nebo ledním hokeji. Výsledky jednotlivých utkání takového turnaje se dají zapisovat do takzvané křížové tabulky trojúhelníkového nebo čtvercového tvaru. Právě tento systém používá převážná většina ligových soutěží v kolektivních sportech, někdy v kombinaci s vyřazovacím systémem, kdy se systémem každý s každým hraje základní část soutěže a podle jejích výsledků se pak týmy nasazují do play off.

## Tvorba párů pro zápasy
Základním principem systému každý s každým je, že každý účastník turnaje postupně změří síly se všemi ostatními účastníky a vítěz se pak určí na základě výsledků všech utkání.
Utkání turnaje hraného systémem každý s každým se obvykle rozdělují do několika kol, přičemž každý účastník hraje v jednom kole maximálně jedno utkání. Díky tomu se mohou všechna utkání ze stejného kola hrát zároveň, je-li to logisticky proveditelné (například je-li k dispozici dostatek hřišť a rozhodčích).
Pokud je počet účastníků turnaje sudé číslo {\displaystyle n} a každý má hrát s každým jedno utkání, je potřeba naplánovat minimálně {\displaystyle n-1} kol a v každém z nich se pak musí hrát {\displaystyle {\frac {n}{2}}} zápasů. Je-li počet účastníků turnaje lichý, minimální počet kol je stejný, jako kdyby v turnaji bylo o jednoho účastníka více, ale v každém kole se hraje o jeden zápas méně a jeden tým v něm má vždy volný los (tj. nehraje v daném kole žádný zápas).

### Zápasy doma a venku
Zejména v kolektivních sportech je běžné, že má v zápasech vždy jeden ze soupeřů výhodu domácího hřiště. V rozpisu turnaje se jednotlivé zápasy většinou uvádějí tak, že jako první se píše domácí tým a jako druhý hostující tým. Výjimku představují sportovní soutěže ve Spojených státech, Kanadě a Japonsku, kde je zvykem jako první uvádět hostující tým.
V těchto případech bývá žádoucí, aby se pro každého účastníka turnaje co nejpravidelněji střídaly zápasy doma a venku. Střídání domácích a venkovních zápasů je narušeno, pokud jeden tým musí hrát druhý zápas za sebou doma nebo druhý zápas za sebou venku. V klasických turnajích o sudém počtu účastníků {\displaystyle n}, kde hraje každý s každým jednou a zápasy jsou rozděleny do {\displaystyle n-1} kol, nelze docílit toho, aby se pro více než dva týmy v rozpisu dokonale střídaly zápasy doma a venku bez narušení. Pokud by měly mít tři týmy v rozpisu dokonale prostřídané zápasy doma a venku, pak by minimálně dva z těchto týmů musely začínat buď oba doma nebo oba venku, a díky střídání by pak hrály v každém kole oba shodně doma nebo oba shodně venku a nemohly by spolu v žádném kole odehrát vzájemný zápas. Minimální počet narušení tohoto střídání zápasů doma a venku v turnaji je {\displaystyle n-2}, kdy 2 týmy mají střídání nenarušené, {\displaystyle {\frac {n-2}{2}}} týmů hraje dva zápasy za sebou doma a {\displaystyle {\frac {n-2}{2}}} týmů hraje dva zápasy za sebou venku.
Kvůli výhodě domácího prostředí se tyto turnaje často hrají systémem, kdy hraje každý s každým dvě utkání, aby mohly oba týmy ve vzájemném zápase každý jednou těžit z výhody domácího prostředí. V takovém případě je počet kol dvojnásobný. Je-li žádoucí ještě větší počet zápasů, může se hrát třeba i čtyřnásobný počet kol, kdy hraje každý s každým dvakrát doma a dvakrát venku.
Totéž analogicky platí i pro turnaje, kde má v utkáních jeden ze soupeřů jinou předem plánovanou výhodu než domácí hřiště, například bílé kameny v šachu.

### Bergerovy tabulky
Pro plánování zápasů se hojně využívají takzvané Bergerovy tabulky (někdy též Schurigovy tabulky). Tabulky publikoval rakouský šachový mistr Johann Berger ve své šachové ročence Schach-Jahrbuch für 1892/93, přičemž je vytvořil podle metody Richarda Schuriga z roku 1866.
Pro každý sudý počet účastníků {\displaystyle n} existuje Bergerova tabulka, která udává, jak lze naplánovat {\displaystyle n-1} kol po {\displaystyle {\frac {n}{2}}} zápasech tak, aby se každý s každým utkal jednou. Tabulku lze použít i pro lichý počet účastníků {\displaystyle n-1}, kdy vynecháme účastníka {\displaystyle n}, a každý zbylý účastník má pak volný los v tom kole, ve kterém se měl s účastníkem {\displaystyle n} utkat. Například Bergerova tabulka pro 8 (potažmo i 7) účastníků turnaje vypadá následovně:
|         | 1. zápas | 2. zápas | 3. zápas | 4. zápas |
| ------- | -------- | -------- | -------- | -------- |
| 1. kolo | 1 – 8    | 2 – 7    | 3 – 6    | 4 – 5    |
| 2. kolo | 8 – 5    | 6 – 4    | 7 – 3    | 1 – 2    |
| 3. kolo | 2 – 8    | 3 – 1    | 4 – 7    | 5 – 6    |
| 4. kolo | 8 – 6    | 7 – 5    | 1 – 4    | 2 – 3    |
| 5. kolo | 3 – 8    | 4 – 2    | 5 – 1    | 6 – 7    |
| 6. kolo | 8 – 7    | 1 – 6    | 2 – 5    | 3 – 4    |
| 7. kolo | 4 – 8    | 5 – 3    | 6 – 2    | 7 – 1    |

Tabulka uvádí jednotlivé účastníky pod čísly {\displaystyle 1} až {\displaystyle n}. Při plánování turnaje stačí jednotlivým účastníkům nalosovat tato čísla. Někdy se kvůli atraktivitě turnaje může pro některé účastníky omezit výběr čísel, ze kterých mohou losovat, například aby na sebe favoriti turnaje nenarazili hned v prvních kolech.
Pokud bereme v potaz pořadí soupeřů v jednotlivých zápasech, můžeme tabulku použít i pro turnaje, kde chceme střídat zápasy doma a venku. Při sudém počtu účastníků {\displaystyle n} se účastníkům {\displaystyle n} a {\displaystyle {\frac {n}{2}}} střídají zápasy doma a venku bez narušení. Pro každého z ostatních účastníků turnaje je toto střídání zápasů doma a venku narušeno jednou. Pokud bychom chtěli, aby měli všichni účastníci střídání zápasů narušeno přesně jednou, můžeme v posledním kole prohodit pořadatelství vzájemného zápasu mezi účastníky {\displaystyle n} a {\displaystyle {\frac {n}{2}}}. Pro lichý počet účastníků (při vynechání účastníka {\displaystyle n}) není střídání domácích a venkovních zápasů narušeno ani pro jednoho účastníka.

### Původní Schurigova metoda vytváření párovacích tabulek
Pro sudé číslo {\displaystyle n} vytvoříme tabulku o {\displaystyle {\frac {n}{2}}} sloupcích a {\displaystyle n-1} řádcích a nejprve do ní zaneseme účastníky, které jsou v zápasech psáni na první pozici. Tabulku vyplňujeme po řádcích zleva doprava postupně čísly z posloupnosti {\displaystyle 1} až {\displaystyle n-1} a poté tuto posloupnost opakujeme, dokud nevyplníme celou tabulku.
| 1. kolo | 1 | 2 | 3 | 4 |
| 2. kolo | 5 | 6 | 7 | 1 |
| 3. kolo | 2 | 3 | 4 | 5 |
| 4. kolo | 6 | 7 | 1 | 2 |
| 5. kolo | 3 | 4 | 5 | 6 |
| 6. kolo | 7 | 1 | 2 | 3 |
| 7. kolo | 4 | 5 | 6 | 7 |

V dalším kroku vytvoříme tabulku jejich soupeřů. Do každého řádku {\displaystyle x} vyplníme čísla z řádku {\displaystyle x+1} z předchozí tabulky, akorát v opačném pořadí (zprava doleva). Poslední řádek vyplňujeme čísly z prvního řádků původní tabulky.
| 1. kolo | – 1 | – 7 | – 6 | – 5 |
| 2. kolo | – 5 | – 4 | – 3 | – 2 |
| 3. kolo | – 2 | – 1 | – 7 | – 6 |
| 4. kolo | – 6 | – 5 | – 4 | – 3 |
| 5. kolo | – 3 | – 2 | – 1 | – 7 |
| 6. kolo | – 7 | – 6 | – 5 | – 4 |
| 7. kolo | – 4 | – 3 | – 2 | – 1 |

Potom obě tabulky spojíme dohromady.
| 1. kolo | 1 – 1 | 2 – 7 | 3 – 6 | 4 – 5 |
| 2. kolo | 5 – 5 | 6 – 4 | 7 – 3 | 1 – 2 |
| 3. kolo | 2 – 2 | 3 – 1 | 4 – 7 | 5 – 6 |
| 4. kolo | 6 – 6 | 7 – 5 | 1 – 4 | 2 – 3 |
| 5. kolo | 3 – 3 | 4 – 2 | 5 – 1 | 6 – 7 |
| 6. kolo | 7 – 7 | 1 – 6 | 2 – 5 | 3 – 4 |
| 7. kolo | 4 – 4 | 5 – 3 | 6 – 2 | 7 – 1 |

Zbývá ještě upravit první sloupec, který vždycky obsahuje zápas jednoho účastníka proti sobě samému. Pro lichý počet účastníků {\displaystyle n-1} tento sloupec určuje, kdo bude mít v daném kole volný los.
| 1. kolo | 1 – volno | 2 – 7 | 3 – 6 | 4 – 5 |
| 2. kolo | 5 – volno | 6 – 4 | 7 – 3 | 1 – 2 |
| 3. kolo | 2 – volno | 3 – 1 | 4 – 7 | 5 – 6 |
| 4. kolo | 6 – volno | 7 – 5 | 1 – 4 | 2 – 3 |
| 5. kolo | 3 – volno | 4 – 2 | 5 – 1 | 6 – 7 |
| 6. kolo | 7 – volno | 1 – 6 | 2 – 5 | 3 – 4 |
| 7. kolo | 4 – volno | 5 – 3 | 6 – 2 | 7 – 1 |

Pokud má být počet účastníků sudé číslo {\displaystyle n}, doplníme do prvního sloupce účastníka {\displaystyle n}, přičemž ho v jednotlivých kolech střídavě píšeme v daném zápase na druhou (hostující) a první (domácí) pozici.
| 1. kolo | 1 – 8 | 2 – 7 | 3 – 6 | 4 – 5 |
| 2. kolo | 8 – 5 | 6 – 4 | 7 – 3 | 1 – 2 |
| 3. kolo | 2 – 8 | 3 – 1 | 4 – 7 | 5 – 6 |
| 4. kolo | 8 – 6 | 7 – 5 | 1 – 4 | 2 – 3 |
| 5. kolo | 3 – 8 | 4 – 2 | 5 – 1 | 6 – 7 |
| 6. kolo | 8 – 7 | 1 – 6 | 2 – 5 | 3 – 4 |
| 7. kolo | 4 – 8 | 5 – 3 | 6 – 2 | 7 – 1 |

## Konečné výsledky
Na rozdíl od vyřazovacího systému umožňuje systém každý s každým jednoznačně určit pořadí všech účastníků turnaje. Účastníci typicky získávají body za výsledky v jednotlivých zápasech a ty se na konci turnaje sečtou a týmy se v tabulce seřadí podle svých bodových zisků.
Nejjednodušším bodovacím systémem je udělování jednoho bodu za každé vítězství. Připouštějí-li se remízy, ale zároveň jsou poměrně vzácné, jako například v šachu, dává se za ně zpravidla půl bodu. U sportů, kde jsou remízy častější, je běžnější model 2-1-0 (2 body za vítězství, 1 za remízu, 0 za prohru), který dává naprosto stejné výsledky, ale zaručuje, že bodové zisky budou vždy celočíselné. U sportů, jako je fotbal, kde jsou remízy poměrně časté, se používá tříbodový systém 3-1-0 (3 body za vítězství, 1 za remízu, 0 za prohru), který by měl týmy motivovat hrát atraktivnější, útočnější zápasy. Jiným řešením může být, že se v případě remízy prodlužuje hrací doba až do rozhodnutí. To se používá například v ledním hokeji, který se pak boduje systémem 3-2-1-0, kde za vítězství v normální hrací době tým bere tři body, za vítězství v prodloužení (nebo po závěrečných samostatných nájezdech) dva body, za prohru v prodloužení jeden bod a za prohru v normální hrací době nedostane nic.
Bodovací systémy ale mohou být i složitější, jako například v rugby, kde se udělují bonusové body za 4 pětky nebo za prohru o méně než 7 bodů. Stejně tak je možné účastníky trestat i odečtem bodů, například za prokázanou korupci.
Protože může dojít k rovnosti bodů u dvou nebo více účastníků, dalším hodnotícím kritériem je nějaké pomocné hodnocení, například výsledky vzájemných zápasů, rozdíl mezi počtem vstřelených a obdržených branek, počet vstřelených branek nebo výsledky v zápasech, kdy byl účastník znevýhodněn (na hřištích soupeřů).
Výsledné pořadí může být někdy použito pro nasazování do další fáze turnaje hrané například vyřazovacím systémem.

## Analýza, výhody a nevýhody
Největší výhodou systému každý s každým je, že poměřuje všechny účastníky navzájem, turnaj není ovlivněn tím, kterého ze soupeřů účastníkovi los přivede do cesty. Pokud se účastníkovi takového turnaje nepovede zápas s jedním soupeřem, může nakonec skončit v tabulce před ním, pokud bude mít lepší výsledky v ostatních zápasech.
Další velkou výhodou je, že účastníci mají předem zaručen určitý počet zápasů a nehrozí jim, že by pro mě mohl po jednom nepovedeném zápase turnaj skončit.
Nevýhodou systému může být obrovský počet zápasů nutných k určení pořadí účastníků. V případě, kdy hraje každý s každým jednou, to je {\displaystyle {\frac {n(n-1)}{2}}} zápasů, kde {\displaystyle n} je počet účastníků. Hraje-li každý s každým dvakrát, pak dokonce {\displaystyle n(n-1)} zápasů. Pro šestnáctičlennou ligu to pak znamená celkem 240 utkání, které se dají odehrát ve 30 kolech po osmi. To vyhovuje zejména dlouhodobým soutěžím, kde se utkání mohou hrát paralelně na několika hřištích, jako je například 1. česká fotbalová liga. Stejně tak počet zápasů není problém pro malé turnaje, kdy například čtyřem účastníkům stačí 6 zápasů, aby se každý s každým utkal jednou.
Nevýhodou, zejména oproti švýcarskému systému, určitě může být, že se hraje poměrně hodně neatraktivních utkání mezi soupeři rozdílných kvalit. Další nevýhodou je, že se může stát, že o vítězi soutěže může být rozhodnuto dlouho před koncem turnaje, a poslední zápasy, ve kterých turnaje hrané vyřazovacím způsobem vrcholí, mohou být u těchto turnajů naopak nejméně atraktivní.
S nevýhodami tohoto systému se dá bojovat například tím, že se skombinuje s vyřazovacím systémem tak, že se nejprve hraje základní část turnaje systémem každý s každým a na základě výsledků v této základní části se pak účastníci nasazují do play-off hraného vyřazovacím způsobem. Tím získáme výhodu atraktivních zápasů o titul na závěr turnaje, ale zároveň mají účastníci zaručený určitý počet zápasů v základní části. Typickým příkladem je Extraliga ledního hokeje. Byl-li by počet zápasů v základní části moc vysoký, můžeme účastníky rozdělit do několik menších skupin, kde hrají zápasy každý s každým pouze v rámci této skupiny. Herní systém s takovouto skupinovou fází se používá například pro Mistrovství světa ve fotbale, Mistrovství Evropy ve fotbale, Ligu mistrů UEFA nebo Mistrovství světa v ledním hokeji.
Nevýhodou může být v některých soutěžích i nutnost častého cestování k zápasům na hodně vzdálených hřištích soupeřů, čímž účastníkům rostou náklady a částečně také klesá atraktivita soutěže. Řešením může být rozdělení soutěže do divizí podle geografického klíče. Každý tým pak se soupeři z jiné divize sehraje méně zápasů než se soupeři ze své divize. Toto řešení využívá například NHL nebo Finská liga ledního hokeje.
Další nevýhodou je možnost dohodnutých remíz, kdy dělba bodů oběma soupeřům postačuje, ale může poškodit třetího. Z tohoto důvodu se závěrečná utkání některých soutěží hrají všechna ve stejný čas.